# Buttersäurebenzylester
Buttersäurebenzylester ist eine chemische Verbindung aus der Gruppe der Buttersäureester.

## Vorkommen

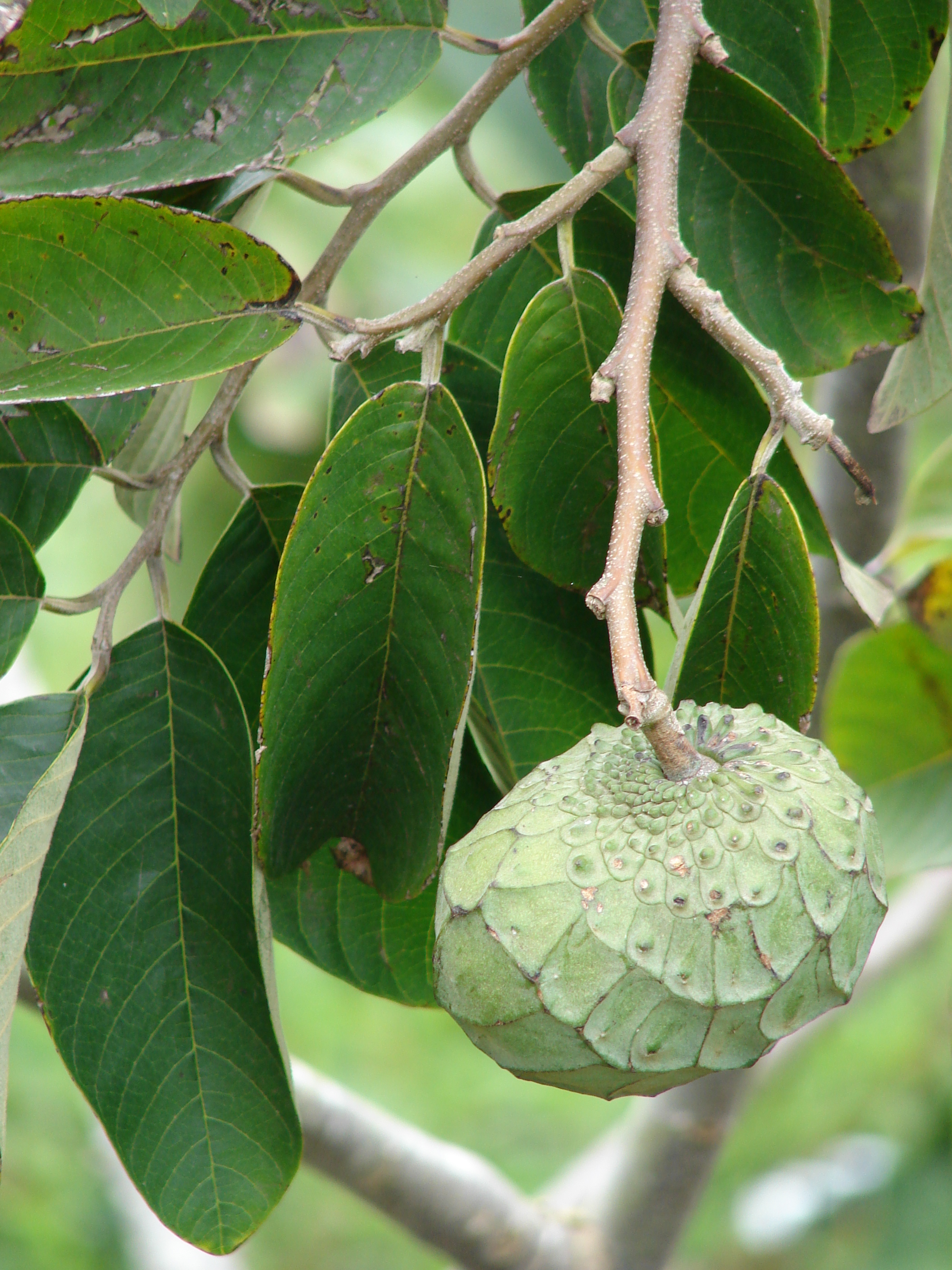
Cherimoya (Annona cheremolia)

Buttersäurebenzylester wurde in Papaya, schwarzem Tee, Passiflora edulis, Cherimoya (Annona cheremolia Mill.), Bourbon-Vanille, Bergpapaya und Schweinepflaume (Spondias mombins L.), sowie in Jasmin nachgewiesen.

## Gewinnung und Darstellung
Buttersäurebenzylester kann durch Erhitzen von Benzylchlorid und Natriumbutyrat in Wasser oder Buttersäure und Benzylchlorid unter Druck gewonnen werden. Eine weitere und im Labor übliche  Möglichkeit stellt die saure Veresterung von Buttersäure mit Benzylalkohol dar.

## Eigenschaften
Buttersäurebenzylester ist eine farblose Flüssigkeit, die gering löslich in Wasser ist. Sie hat einen charakteristischen fruchtig-blumigen, pflaumenartigen Geruch und einen süßen, birnenartigen Geschmack.

## Verwendung
Buttersäurebenzylester wird als Aromastoff verwendet. Daneben ist die Verbindung als Futtermittelzusatzstoff zugelassen.